# Tetětice (zámek)
Tetětice jsou zámek na jihovýchodním okraji stejnojmenné vesnice, která stojí asi sedm kilometrů západně od Klatov. Od roku 1958 je chráněn jako kulturní památka ČR.

## Historie
První písemná zmínka o Tetěticích pochází z roku 1331, ale samostatným panstvím se na určitý čas stala až v patnáctém století, kdy zde žil Jan z Tetětic. Není však jisté, jestli zde stálo také nějaké panské sídlo. Na konci sedmnáctého století byl postaven poplužní dvůr, který později zanikl. Roku 1713 (nebo 1722) vesnici získal František Albrecht Hrobčický z Hrobčic, který nechal dvůr obnovit. Součástí nového dvora se v někdy mezi roky 1713 a 1730 stal malý barokní zámek. V roce 1730 (nebo 1750) se majitelem stal František Antonín Campan z Rösselfeldu a od roku 1746 Josef Julius Nesslinger z Schelchengrabenu. Od něj zámek v roce 1766 koupila Mathilda Beatric Nigroniová z Riesenbachu a roku 1773 ho prodala své příbuzné Anně Barboře Nesslingerové. Od ní ho v roce 1779 získal František Felix Nesslinger, který musel pro velké dluhy statek v roce 1792 prodat Jiřímu Schramovi. Po něm jej zdědila dcera Terezie s manželem Františkem Michaelem Wellnerem. Jejich vnuk zámek roku 1892 prodal Otto Pohlovi, po kterém se vystřídala řada dalších majitelů.
V roce 1904 zakoupil od Georga Wellnera zámek se statkem o výměře 144,34 hektarů (zemědělská půda 72,94 hektarů a les 30,02 hektarů) Alois Knapp za 220 tisíc korun.[zdroj?] V roce 1948 mu byl zkonfiskován. Po druhé světové válce zámek využívalo jednotné zemědělské družstvo Koryta. Budova byla rozdělena na byty, které byly obývány do počátku osmdesátých let dvacátého století. Zámek se po letech zanedbávané údržby ocitl v dezolátním stavu. Potomkům posledních majitelů byly budovy s pozemky vráceny po Sametové revoluci. V roce 2009 se stal majitelem zámku Josef Němec, který z vlastních zdrojů zámek opravil. Základní opravy se od něho dočkaly i menší hospodářské budovy včetně kaple sv. Isidora, které jsou součástí zámeckého areálu.

## Stavební podoba
Zámecká budova krytá mansardovou střechou má obdélníkový půdorys o rozměrech 21 × 12,5 metru. Barokní podoba fasády byla změněna mladšími zásahy a z původní výzdoby se dochovaly pouze ploché lizény a korunní římsa. Průčelí nad vstupem zdůrazňoval dřevěný arkýř. Ze středu střechy vybíhá plechová věžička, ve které bývaly hodiny.
Za vchodem se nachází vstupní síň se schodištěm do prvního patra. Kromě ní se v přízemí nachází valeně zaklenutá chodba k toaletám a dalších pět místností, z nichž čtyři mají valené klenby s pětibokými výsečemi. Šest místností v prvním patře má pouze ploché stropy.

## Přístup
Zámek není volně přístupný. Přes vesnici vede zeleně značená turistická trasa z od Tupadel k Úsilovu.

## Média
Zámek Tetětice byl uveden v pořadu České televize Památky na prodej z roku 2008.

## Fotogalerie

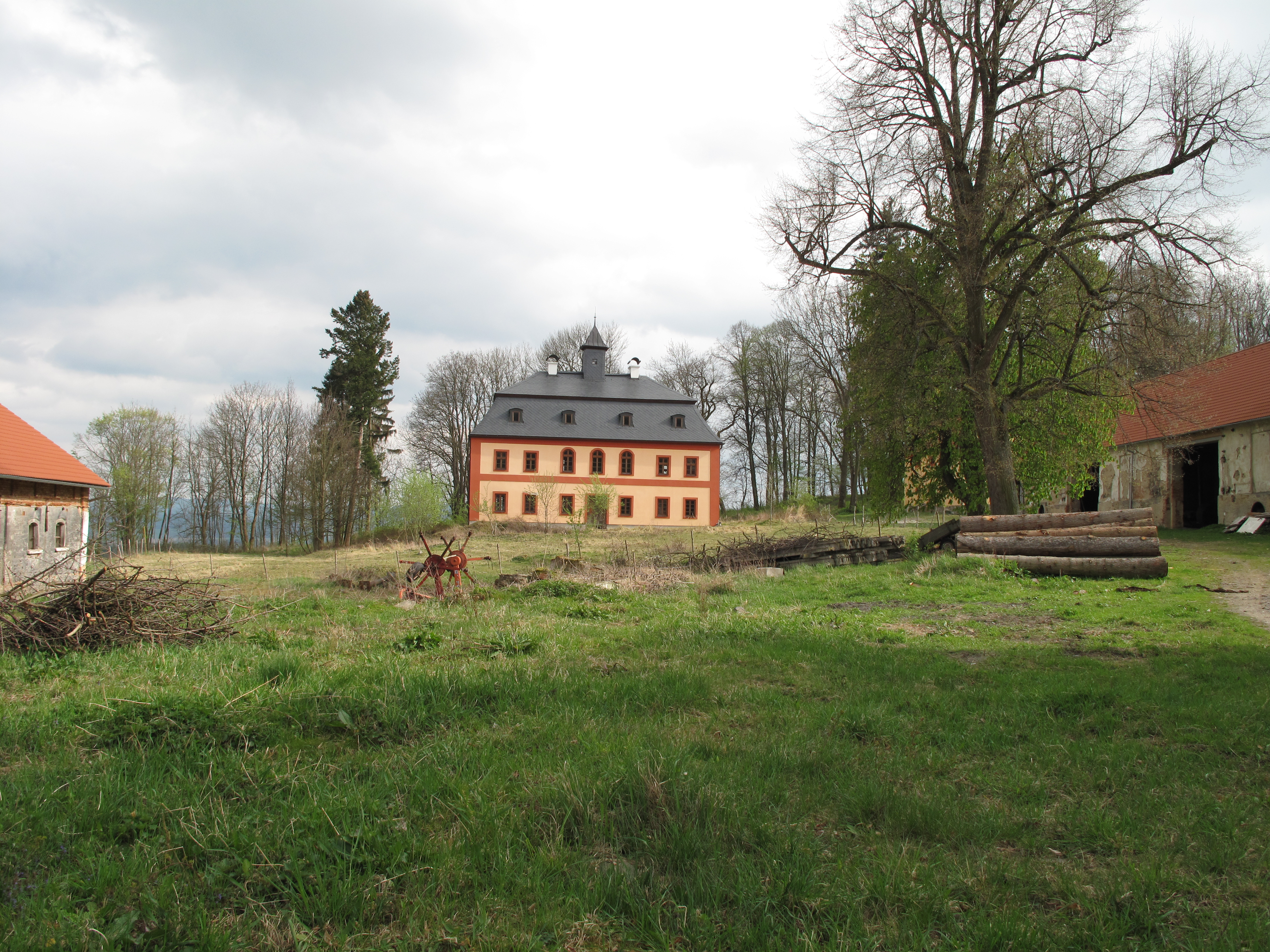
Zámek
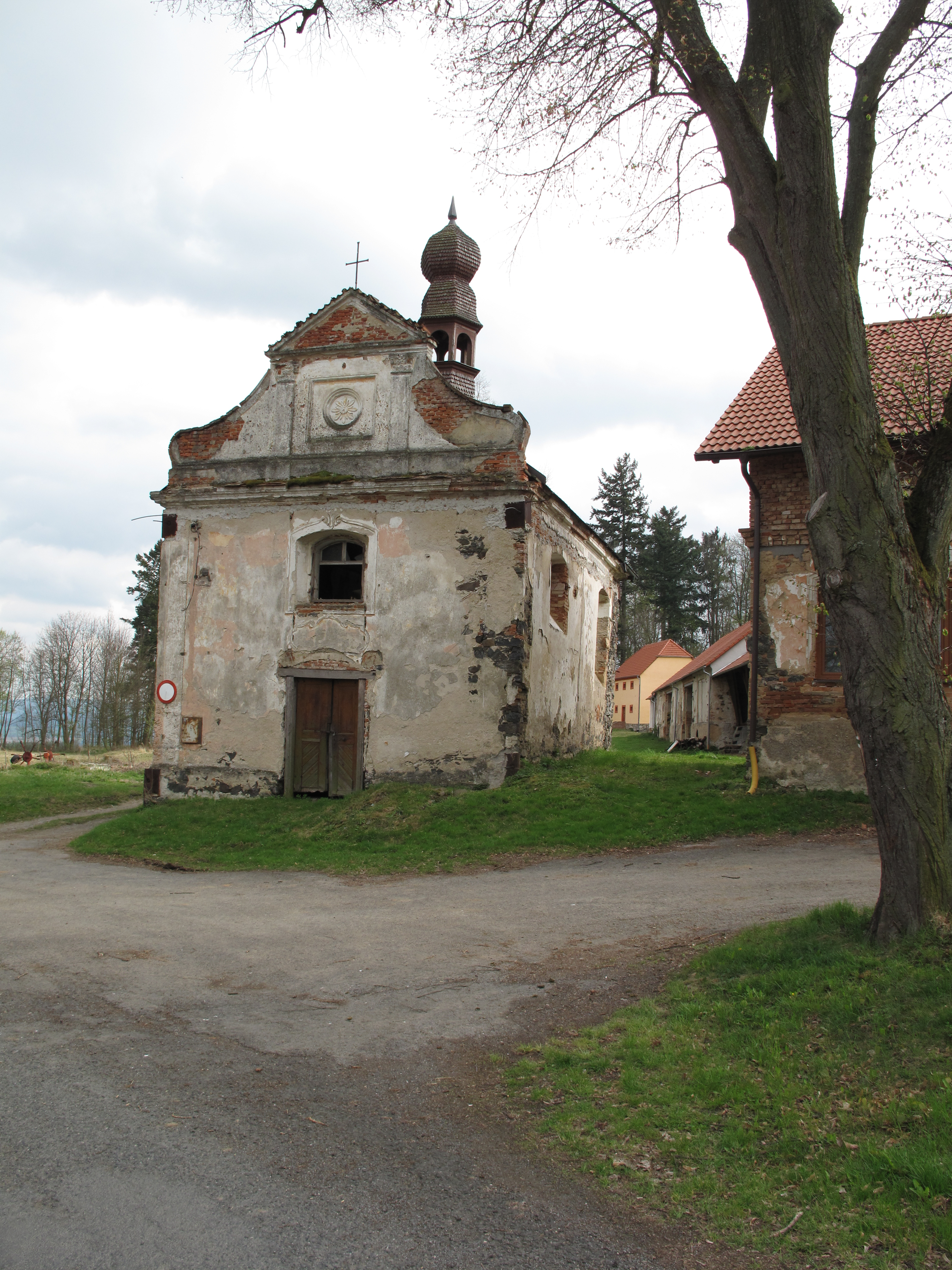
Nedaleká kaple
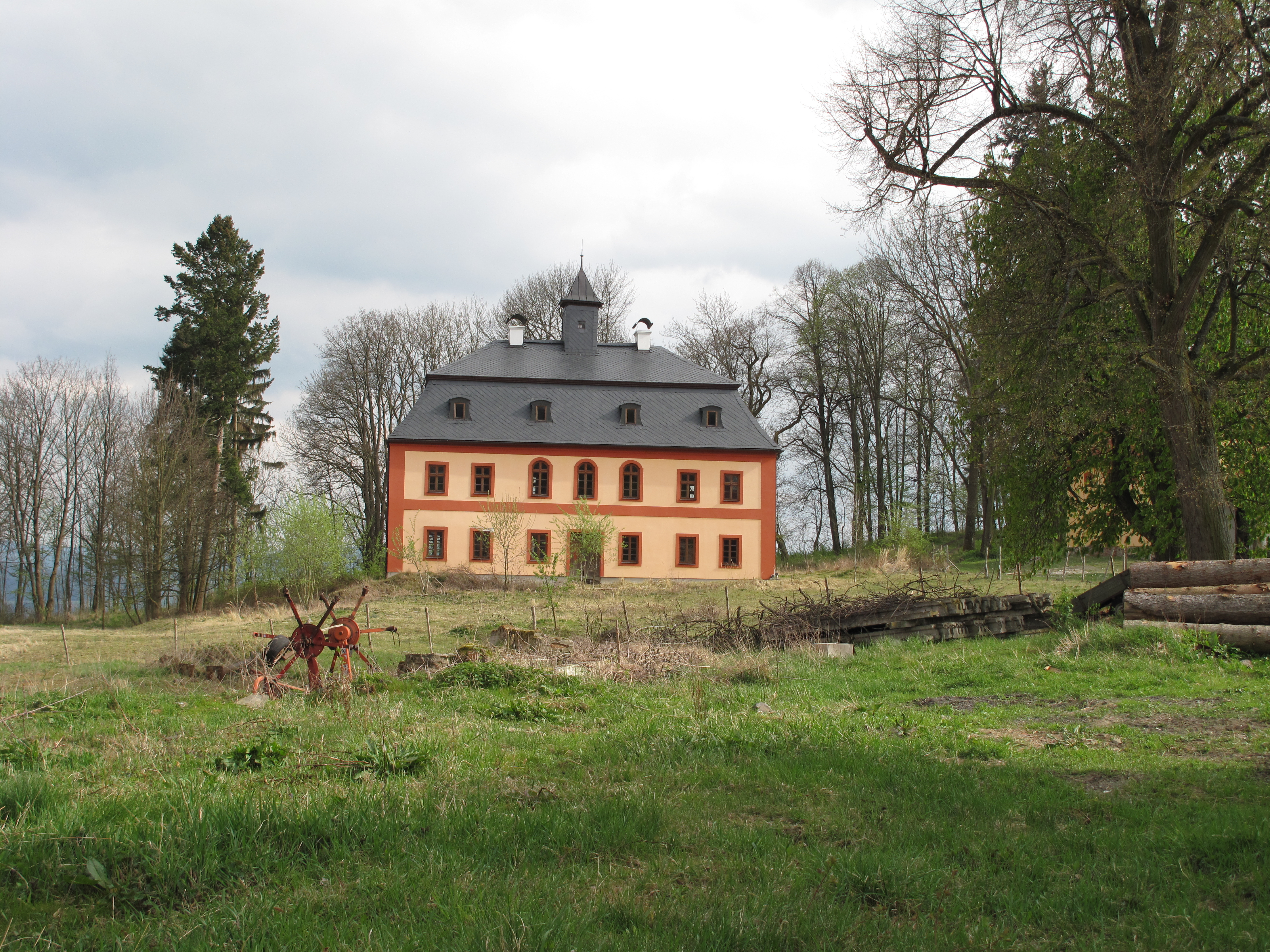
Zámek zepředu